# Mesembryanthemum cryptanthum
Mesembryanthemum cryptanthum är en isörtsväxtart som beskrevs av Joseph Dalton Hooker. Mesembryanthemum cryptanthum ingår i Isörtssläktet som ingår i familjen isörtsväxter. Inga underarter finns listade i Catalogue of Life.